# استوارت درایبرگ
استوارت درایبرگ (انگلیسی: Stuart Dryburgh؛ زادهٔ ۳۰ مارس ۱۹۵۲) یک فیلم‌بردار اهل بریتانیا است. وی از سال ۱۹۸۹ میلادی تاکنون مشغول فعالیت بوده‌است.
وی همچنین برنده جوایزی همچون جایزه اسکار بهترین فیلمبرداری شده است.

## گزیده‌ای از آثار
- ۱۹۹۰: فرشته‌ای سر میز من
- ۱۹۹۳: پیانو
- ۱۹۹۹: عروس فراری
- ۲۰۰۱: خاطرات بریجت جونز
- ۲۰۰۴: کشور زیبا
- ۲۰۰۵: ایان فلاکس
- ۲۰۰۶: چادر رنگی
- ۲۰۰۷: بدون رزرو
- ۲۰۰۸: جزیره نیم
- ۲۰۰۹: آملیا
- ۲۰۱۱: قتلگاه‌های تگزاس
- ۲۰۱۳: زندگی پنهان والتر میتی
- ۲۰۱۵: بلک‌هت
- ۲۰۱۶: آلیس در آن‌سوی آینه
- ۲۰۱۶: دیوار بزرگ
- ۲۰۱۷: با استعداد
- ۲۰۱۷: قسمت بالایی
- ۲۰۱۸: بن برگشته
- ۲۰۱۸: مردان سیاه‌پوش: بین‌المللی